# Филоненко, Фёдор Дмитриевич
Фёдор Дми́триевич Филоне́нко (15 февраля 1869, слобода Бирючковская, Бирюченский уезд, Воронежская губерния — не ранее 1930) — член Государственной думы IV созыва от Подольской губернии, протоиерей.

## Биография
Родился в крестьянской семье.
Окончил Воронежскую духовную семинарию (1889).
С 1889 года преподаватель и надзиратель за учениками в Бирюченском духовном училище.
С 1893 года иерей, настоятель Введенского храма и законоучитель в училище села Приворотье Ушицкого уезда Подольской губернии, делопроизводитель Ушицкого епархиального училищного совета.
С 1907 года настоятель Покровского храма в Каменец-Подольске, член Подольской духовной консистории, законоучитель в Подольском коммерческом училище. С 1912 года протоиерей, духовный следователь, благочинный.
Жена Надежда Михайловна, дети: Борис и Вера.
В 1912 году избран депутатом Государственной думы от Подольской губернии. Входил во фракцию русских националистов и умеренно-правых (ФНУП), после её раскола в августе 1915 — во фракцию центра и Прогрессивный блок. Состоял секретарем комиссии по делам Православной Церкви, членом комиссий: по исполнению государственной росписи доходов и расходов, о праздновании 300-летия дома Романовых, о народном здравии, о печати, по запросам, по народному образованию, о собраниях, по борьбе с немецким засильем, по вероисповедальным вопросам.
За отличия во время военных действий награжден орденом св. Владимира IV и III степени с мечами (1915).
Неоднократно обвинял в шарлатанстве Григория Распутина. Критически относился к самодержавной власти, которая слишком сильно влияла на Церковь и всячески защищала Распутина.
Отречение Николая II встретил с восторгом, обратившись 9 марта 1917 в Государственной думе к депутатам с речью в поддержку Временного правительства и призывом к петроградскому духовенству очистить Православную российскую церковь от элементов монархического режима.
В дни Февральской революции выполнял поручения Временного комитета Государственной думы (ВКГД). 1 марта был командирован в воинские части, расквартированные в Петрограде. 6 марта был назначен комиссаром ВКГД и Временного правительства на Северном фронте, 16 марта на него были возложены аналогичные обязанности на Юго-Западном фронте. В апреле он был назначен членом Святого Синода, поддерживая отношения с Союзом демократического духовенства и мирян. Участвовал также в частных совещаниях членов Государственной Думы.
один из организаторов «Союза демократического духовенства и мирян», делегат Всероссийского съезда духовенства и мирян, товарищ председателя III отдела и член V отдела Предсоборного совета, член Поместного собора 1917—1918 годов, участвовал во всех трёх сессиях, член III, V, VII, XXIII отделов.
С мая 1919 года настоятель петроградских храмовСвятой Живоначальной Троицы в Галерной Гавани и Божией Матери Милующей в Гавани.
В 1920–1921 гг. старший архивист 2-го отделения 4-й секции Единого государственного архивного фонда.
В октябре 1923 года привлекался к суду за «невнесение в опись церкви некоторых вещей». 2 марта 1924 года арестован по делу «Спасского братства», во время следствия содержался в Ленинградском ДПЗ на Шпалерной. 26 сентября 1924 года по ст. 67, 69, 73 приговорён к двум годам тюремного заключения. Наказание отбывал в Соловецком лагере особого назначения, после освобождения в 1927 году служил в храмах Ленинграда.
Дальнейшая судьба неизвестна.

## Сочинения
- Из воспоминаний об архиепископе Димитрии; Слова // Православная Подолия. 1908. № 21, 14/15, 47;
- Празднование 25-летия церковной школы в г. Каменец-Подольском. Каменец-Подольский, 1909;
- Величайший писатель земли Русской (Н. В. Гоголь); Церковная школа // Православная Подолия. 1909. № 12, 47–48;
- Православие в красках // Там же. 1911. № 4;
- Жены-мироносицы; Два мира; Духа не угашайте // Там же. 1912. № 16–17, 23;
- Слово в неделю о Страшном суде; Сомнение ап. Фомы и неверие нашего времени // Там же. 1913. № 5, 17;
- Как я боролся с зелёным змием (Из воспоминаний сельского священника). Пг., 1914; Речь // IV Государственная дума. Стенографические отчеты. Сессия 2. Ч. 3. С. 1332–1333;
- С мест; Церковная разруха; О Соборе // Всероссийский церковно-общественный вестник. 1917. 28 мая; 25 июня, 17 августа (С. 3–4).
- Братское слово к петроградскому духовенству // Биржевые ведомости. 1917. 7 марта (вечерний выпуск).
- Московское единение // Биржевые ведомости. 1917. 25 марта (вечерний выпуск).